# Youtube Music
Youtube Music, i marknadsföringssyfte skrivet YouTube Music, är en tjänst för musikströmning. Tjänsten erbjuder också en premiumtjänst utan reklam vilket möjliggör bland annat bakgrundsuppspelning av endast ljud och nedladdning av låtar för att lyssna offline.